# غواصة مسيرة

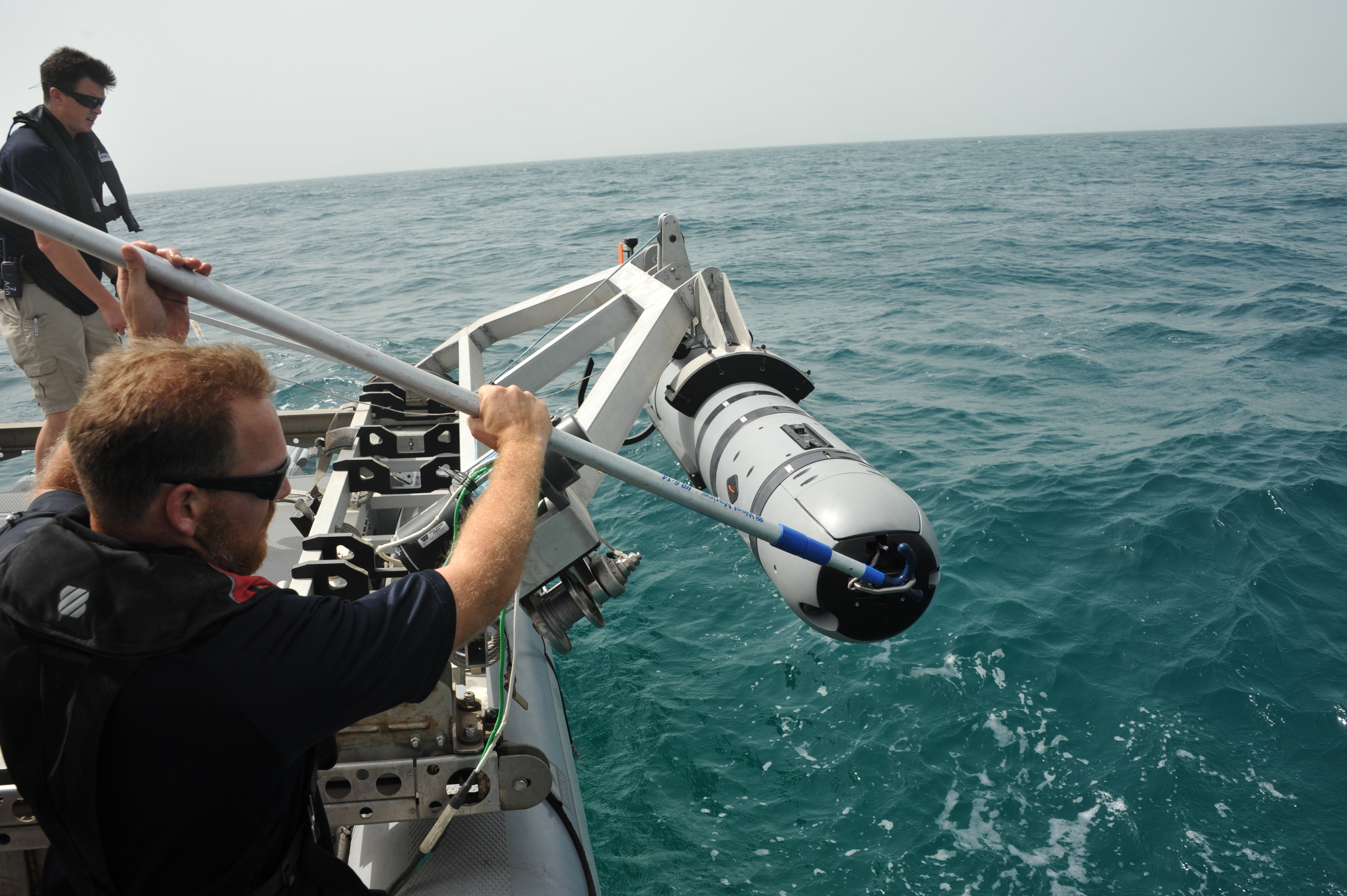
غواصة مسيرة على وشك الانطلاق.

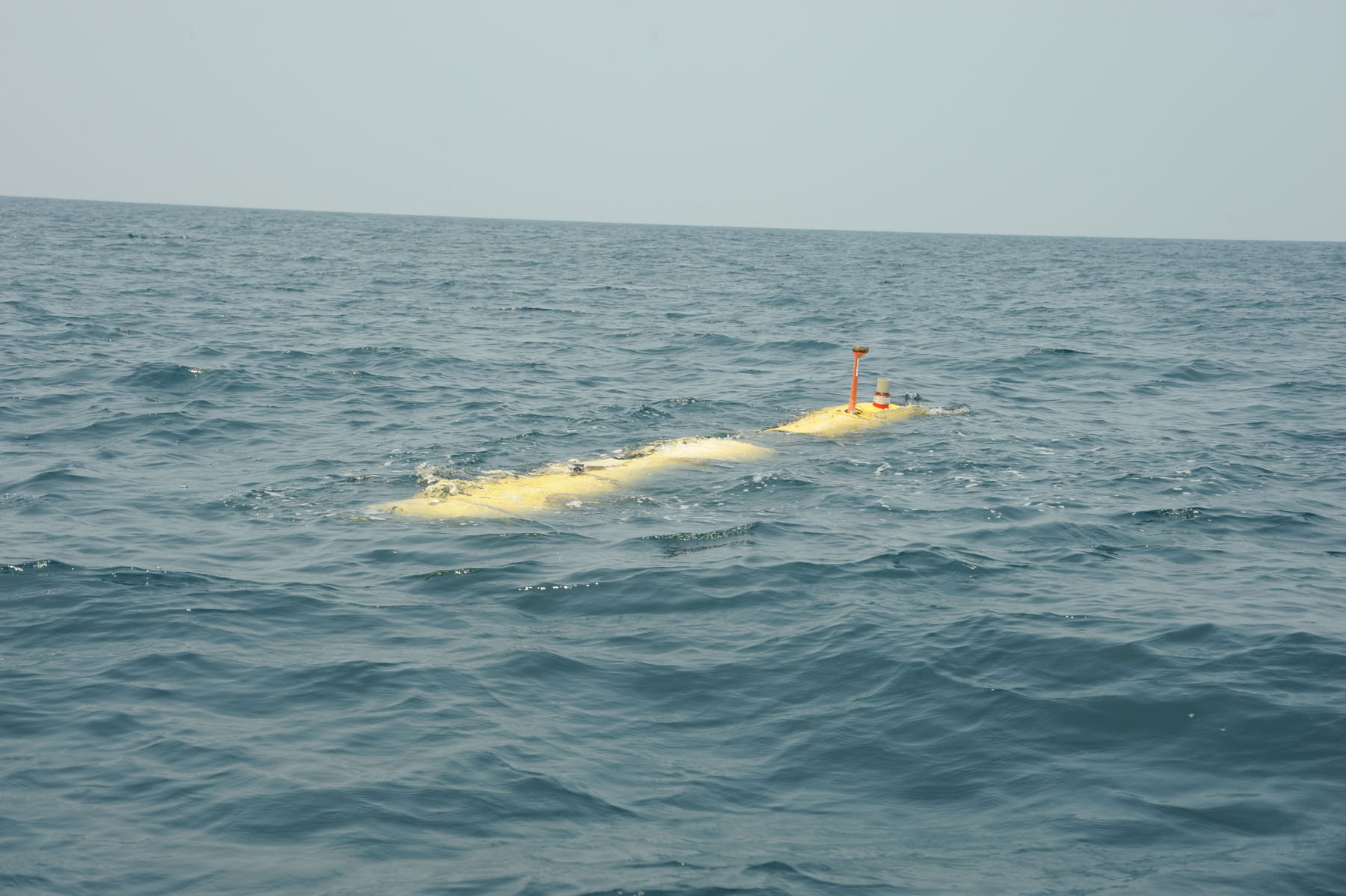
مسيرة بحرية تابعة للبحرية الأمريكية.

الغواصات المسيرة (أو المركبات تحت المائية المسيرة (بالإنجليزية: Unmanned underwater vehicles ( UUV))‏، والمعروفة أيضًا باسم المركبات تحت الماء غير المأهولة أو المسيرات تحت المائية (بالإنجليزية: underwater drones)‏) هي مركبات غاطسة يمكنها العمل تحت الماء دون وجود راكب بشري. يمكن تقسيم هذه المركبات إلى فئتين: الغواصات المتحكم فيها عن بعد (ROUVs) والغواصات ذاتية التحكم (AUVs). يمكن التحكم في غواصات ROUV عن بعد بواسطة مشغل بشري. بينما غواصات AUVs آلية وتعمل بشكل مستقل عن المدخلات البشرية المباشرة.